# Bratři Itálie (politická strana)
Bratři Itálie (italsky  Fratelli d’Italia, FdI) je politická strana v Itálii. Jedná se o pravicově populistickou stranu jejíž ideologie vychází z neofašismu Italského sociálního hnutí (na což odkazuje plamen v logu), ale postupně se od něj vzdálili a prezentují se jako strana národně konzervativní, nacionalistickou a euroskeptickou. Strana není pro vystoupení Itálie z Evropské unie.
Na počátku roku 2018 byla její předsedkyní Giorgia Meloniová a strana měla dvanáct poslanců v poslanecké sněmovně a tři senátory v senátu. V parlamentních volbách 2018 měla strana dle průzkumů získat necelých 5 %, což se víceméně potvrdilo, když její volební výsledek činil 4,26 %. Ve sněmovně si Bratři Itálie polepšili na 33 poslanců, v senátu získali 16 mandátů. Průzkumy veřejného mínění z června 2021 však odhalily rychle rostoucí popularity strany (20,5 %) a zmínily ji jako pravděpodobnou součást příští vítězné koalice.
Strana Bratři Itálie byla založena v roce 2012 odštěpením od politické strany Lid svobody. Její název je shodný s názvem italské hymny.

## Volební výsledky

### Poslanecká sněmovna
| Volby | Hlasy     | Hlasy | Mandáty | Mandáty | Pozice | Postavení |
| Volby | Abs.      | %     | Abs.    | ±       | Pozice | Postavení |
| ----- | --------- | ----- | ------- | ------- | ------ | --------- |
| 2013  | 666 035   | 1,9   | 9/630   | ▲9      | ▲8.    | Opozice   |
| 2018  | 1 429 550 | 4,4   | 32/630  | ▲23     | ▲5.    | Opozice   |
| 2022  | 7 302 517 | 26,0  | 119/400 | ▲87     | ▲1.    | Vláda     |

### Senát
| Volby | Hlasy     | Hlasy | Mandáty | Mandáty | Pozice |
| Volby | Abs.      | %     | Abs.    | ±       | Pozice |
| ----- | --------- | ----- | ------- | ------- | ------ |
| 2013  | 590 083   | 1,9   | 0/315   | ▬0      | ▲7.    |
| 2018  | 1 286 666 | 4,3   | 18/315  | ▲18     | ▲5.    |
| 2022  | 7 167 136 | 26,0  | 65/200  | ▲47     | ▲1.    |

### Evropský parlament
| Volby | Hlasy     | Hlasy | Mandáty | Mandáty | Pozice |
| Volby | Abs.      | %     | Abs.    | ±       | Pozice |
| ----- | --------- | ----- | ------- | ------- | ------ |
| 2014  | 1 004 037 | 3,7   | 0/73    | ▬0      | ▲7.    |
| 2019  | 1 726 189 | 6,4   | 6/76    | ▲6      | ▲5.    |

### Regionální parlamenty
| Region                    | Rok  | Hlasy          | %              | Mandáty | ±   |
| ------------------------- | ---- | -------------- | -------------- | ------- | --- |
| Údolí Aosty               | 2020 | V koalici s FI | V koalici s FI | 0/35    | ▬0  |
| Piemont                   | 2019 | 105 410        | 5,5            | 2/51    | ▲1  |
| Lombardie                 | 2023 | 725 402        | 25,2           | 22/80   | ▲19 |
| Jižní Tyrolsko            | 2018 | 4 883          | 1,7            | 1/35    | ▲1  |
| Tridentsko                | 2018 | 3 686          | 1,4            | 0/35    | ▬0  |
| Benátsko                  | 2020 | 196 310        | 9,5            | 5/51    | ▲4  |
| Furlansko-Julské Benátsko | 2023 | 71 503         | 18,8           | 8/49    | ▲6  |
| Emilia-Romagna            | 2020 | 185 796        | 8,6            | 3/50    | ▲2  |
| Ligurie                   | 2020 | 68 062         | 10,9           | 3/31    | ▲2  |
| Toskánsko                 | 2020 | 219 165        | 13,5           | 4/41    | ▲3  |
| Marche                    | 2020 | 116 231        | 18,7           | 8/31    | ▲7  |
| Umbrie                    | 2019 | 43 443         | 10,4           | 2/21    | ▲1  |
| Lazio                     | 2023 | 519 633        | 33,6           | 22/51   | ▲19 |
| Abruzzo                   | 2019 | 38 894         | 6,5            | 3/31    | ▲3  |
| Molise                    | 2023 | 26 649         | 18,9           | 4/21    | ▲3  |
| Kampánie                  | 2020 | 140 918        | 6,0            | 4/51    | ▲2  |
| Apulie                    | 2020 | 211 693        | 12,6           | 7/51    | ▲7  |
| Basilicata                | 2019 | 17 112         | 5,9            | 1/21    | ▬0  |
| Kalábrie                  | 2021 | 66 277         | 8,7            | 4/31    | ▬0  |
| Sicílie                   | 2022 | 282 345        | 15,1           | 13/70   | ▲10 |
| Sardinie                  | 2019 | 33 423         | 4,7            | 3/60    | ▲2  |